# Sielsowiet wołokonski
Sielsowiet wołokonski (ros. Волоконский сельсовет) – jednostka administracyjna wchodząca w skład rejonu bolszesołdatskiego w оbwodzie kurskim w Rosji.
Centrum administracyjnym sielsowietu jest wieś (ros. село, trb. sieło) Wołokonsk.

## Geografia
Powierzchnia sielsowietu wynosi 138,44 km².

## Historia
Status i granice sielsowietu zostały określone 21 października 2004 roku.

## Demografia
W 2017 roku sielsowiet zamieszkiwało 1262 mieszkańców.

## Miejscowości
W skład sielsowietu wchodzą miejscowości: Wołokonsk, Borszczeń, Dalniaja Gatka, Dobrochimowka, Nielidowka, Obuchowka, Olszanka, Radutina, Rakowo, Spasskaja, Czubarowka, Szagarowo, Szyrkowo, Szyrkowskij.